# Farnworth
Farnworth est une ville anglaise située dans le district métropolitain de Bolton dans le comté du Grand Manchester. En 2001, sa population était de 25 264 habitants.

## Personnalités liées
- Paddy McGuinness (1973-), acteur et animateur et personnalité de la télévision britannique.
- Tommy Lawton (1919-1996), footballeur britannique.
- Paul Mariner (1953-2021), footballeur britannique.
- Donald Maclean
- Patricia Morris (1953-), femme politique et pair britannique.

## Traduction
- (en) Cet article est partiellement ou en totalité issu de l’article de Wikipédia en anglais intitulé « Farnworth » (voir la liste des auteurs).